# 颛渠阏氏 (壶衍鞮单于)
颛渠阏氏（?—?），匈奴壶衍鞮单于的夫人。

## 生平
壶衍鞮单于在前85年即位，前68年，壶衍鞮单于去世。他的弟弟虚闾权渠单于即位，颛渠阏氏被废黜，另立右大将之女为大阏氏。颛渠阏氏的父亲左大且渠怨恨，阴谋破坏单于与汉朝和亲之谋。颛渠阏氏再和右贤王屠耆堂私通，虚闾权渠单于病危，她告诉右贤王一定不要远走。前60年，虚闾权渠单于死後，右贤王屠耆堂立为握衍朐鞮单于。

## 影视剧
- 《昭君出塞》袁立 饰 颛渠阏氏